# Pristimantis simonbolivari
Pristimantis simonbolivari es una especie de anfibio anuro de la familia Craugastoridae.

## Distribución
Esta especie es endémica de la provincia de Bolívar en Ecuador. Habita en Cashca Totoras a una altitud de 3200 m

## Etimología
Esta especie lleva el nombre en honor a Simón Bolívar.

## Publicación original
- Wiens & Coloma, 1992 : A New Species of the Eleutherodactylus myersi (Anura: Leptodactylidae) Assembly from Ecuador. Journal of Herpetology, vol. 26, n.º 2, p. 196-207[5]